# Irma Majiniya
Irma Gueórguiyevna Majiniya –en ruso, Ирма Георгиевна Махиня– (Kudepsta, 6 de septiembre de 2002) es una deportista rusa que compite en salto en esquí. Participó en los Juegos Olímpicos de Pekín 2022, obteniendo una medalla de plata en el trampolín normal por equipo mixto.

## Palmarés internacional
| Juegos Olímpicos | Juegos Olímpicos | Juegos Olímpicos | Juegos Olímpicos    |
| Año              | Lugar            | Medalla          | Prueba              |
| ---------------- | ---------------- | ---------------- | ------------------- |
| 2022             | Pekín (China)    | Medalla de plata | TN por equipo mixto |